# Красен (Русенська область)
Кра́сен (болг. Красен) — село в Русенській області Болгарії. Входить до складу общини Іваново.

## Населення
За даними перепису населення 2011 року у селі проживали 719 осіб.
Національний склад населення села:
| Національність   | Кількість осіб | Відсоток |
| ---------------- | -------------- | -------- |
| болгари          | 705            | 99,3%    |
| турки            | 3              | 0,4%     |
| цигани           | 0              | 0%       |
| Всього відповіли | 710            |          |

Розподіл населення за віком у 2011 році:
Динаміка населення: